# Theodor-Fontane-Preis der Studienstiftung des deutschen Volkes
Der Theodor-Fontane-Preis der Studienstiftung des deutschen Volkes wurde von 1996 bis 2004 alle zwei Jahre vergeben.
Der Preis der Studienstiftung war mit 2.500 € dotiert und wurde gleichzeitig an mehrere Stipendiaten verliehen, die sich „besonders in Projekten zur Verständigung über nationale Grenzen hinaus“ engagieren. Dieses Engagement sollte neben dem Studium geschehen; man konnte sich auch nicht für den Preis bewerben, sondern musste vom Referenten oder Vertrauensdozenten der Studienstiftung vorgeschlagen werden. Der Preis wurde erstmals 1996 in Bonn verliehen.
Der Preis würdigte Initiativen und individuelle Leistungen zu transnationaler Verständigung. Er sollte den Preisträgern ermöglichen, ihre Ziele und Projekte in zwischenstaatlichen Verbindungen und bei der Integration ausländischer Einwohner in Deutschland weiter zu unterstützen. 
Die Vergabe des Theodor-Fontane-Preises erfolgte jeweils an maximal zehn Stipendiaten, die in den letzten Jahren ein Zeichen gegen ausländerfeindliche Tendenzen in unserer Gesellschaft gesetzt hatten.